# Stanisław Biernat
Stanisław Biernat (ur. 2 sierpnia 1949 w Tarnowie) – polski prawnik, nauczyciel akademicki, profesor nauk prawnych, sędzia, a w latach 2010–2017 także wiceprezes Trybunału Konstytucyjnego.

## Życiorys
Ukończył w 1971 studia na Wydziale Prawa Uniwersytetu Jagiellońskiego. Następnie uzyskał stopień naukowy doktora oraz stopień naukowy doktora habilitowanego nauk prawnych. W 1995 otrzymał tytuł profesora nauk prawnych.
Od 1971 związany zawodowo z Uniwersytetem Jagiellońskim, w latach 1995–2018 kierował współtworzoną przez siebie Katedrą Prawa Europejskiego. Od 2000 zajmuje stanowisko profesora zwyczajnego na UJ. Specjalizuje się w zakresie prawa europejskiego, administracyjnego i publicznego prawa gospodarczego. Opublikował sto kilkadziesiąt prac naukowych, w tym kilka pozycji książkowych. Pod jego kierunkiem w 1997 stopień naukowy doktora uzyskał Sławomir Dudzik.
Powoływany w skład Komitetu Nauk Prawnych Polskiej Akademii Nauk, pełnił funkcję jego wiceprzewodniczącego.
W latach 1991–2004 prowadził zajęcia w Krajowej Szkole Administracji Publicznej. Dwukrotnie (w okresach 1989–1992 i 1998–2001) był członkiem Rady Legislacyjnej. W 2001 został sędzią Naczelnego Sądu Administracyjnego, pełnił też funkcję naczelnika Wydziału Prawa Europejskiego w Biurze Orzecznictwa NSA.
W 2022 został członkiem korespondentem Polskiej Akademii Umiejętności oraz członkiem Academia Europaea.
W trakcie V kadencji Sejmu dwukrotnie był zgłaszany przez posłów Platformy Obywatelskiej na urząd sędziego Trybunału Konstytucyjnego, jednak jego kandydatura przepadała w głosowaniach. Ponownie wysunięto ją w Sejmie VI kadencji. W głosowaniu 13 czerwca 2008 Stanisław Biernat został wybrany do TK w miejsce kończącego swoją kadencję Jerzego Stępnia. Urząd sędziego TK objął 26 czerwca 2008 po złożeniu ślubowania. 3 grudnia 2010 powołany na wiceprezesa Trybunału Konstytucyjnego. Jego dziewięcioletnia kadencja upłynęła 26 czerwca 2017.
W 2002, za wybitne zasługi w pracy naukowej i dydaktycznej, odznaczony Krzyżem Kawalerskim Orderu Odrodzenia Polski. W 2015 otrzymał tytuł doktora honoris causa Uniwersytetu Friedricha Schillera w Jenie.

## Wybrane publikacje
- Działania wspólne w administracji państwowej, 1979
- Problemy prawne sprawiedliwego rozdziału dóbr przez państwo, 1985
- Rozdział dóbr przez państwo. Uwarunkowania społeczne i konstrukcje prawne, 1989
- Prawo papierów wartościowych (współautor), 1992
- Prywatyzacja zadań publicznych. Problematyka prawna, 1994
- Ustawa o działalności gospodarczej. Komentarz (współautor), 1997
- Wolność gospodarcza w Europie (współautor), 2000
- Studia z prawa Unii Europejskiej (redaktor, współautor), 2000
- Prawo Unii Europejskiej. Zagadnienia systemowe (współautor), 2002, 2003, 2006
- Przystąpienie Polski do Unii Europejskiej. Traktat akcesyjny i jego skutki (redaktor), 2003
- Offene Staatlichkeit: Polen, 2007
- Consequences of the Incompatibility with EC Law for Final Administrative Decisions and Final Judgments of Administrative Courts in the Member States (współautor), 2008
- Przepływ osób i świadczenie usług w Unii Europejskiej (współredaktor), 2009
- Doświadczenia prawne pierwszych lat członkostwa Polski w Unii Europejskiej (redaktor, współautor), 2011
- Członkostwo Polski w Unii Europejskiej w świetle orzecznictwa Trybunału Konstytucyjnego, 2011
- Znaczenie prawa międzynarodowego i unijnego dla prawa administracyjnego i administracji publicznej w świetle Konstytucji RP, 2012
- Konstytucja Rzeczypospolitej Polskiej w pierwszych dekadach XXI wieku wobec wyzwań politycznych, gospodarczych, technologicznych i społecznych (redaktor), 2013
- Verantwortung, Haftung und Kontrolle des Verfassungsstaates und der Europäischen Union im Wandel der Zeit (Responsibility, Accontability and Control of the Constitutional State and the European Union in Changing Times – Responsabilités et Contrôle l’ Ētat constitutuionnel et de l’Union européenne au fil du temps) (współredaktor), 2014
- Wpływ prawa Unii Europejskiej na źródła prawa administracyjnego i procedurę prawodawczą, 2014
- Wybrane orzeczenia Trybunału Konstytucyjnego związane z prawem Unii Europejskiej (2003–2014) (wstęp i wybór orzeczeń), 2014
- Selected rulings of the Polish Constitutional Tribunal concerning the law of the European Union (2003–2014) (wstęp i wybór orzeczeń), 2014
- Verwaltungsrecht in Europa: Grundzüge – Polen (współautor), 2014
- The Role of the Polish Constitution (Pre-2016): Development of a Liberal Democracy in the European and International Context (współautor), 2019
- Kamienie milowe orzecznictwa Trybunału Sprawiedliwości (redaktor, wstęp),  2019,
- How Far Is It from Warsaw to Luxembourg and Karlsruhe: The Impact of the PSPP Judgment on Poland,  2020,
- System prawa Unii Europejskiej, tom 1, Podstawy i źródła prawa (redaktor, współautor), 2020
- Konstytucyjne granice zmian ustroju sądownictwa i statusu prawnego sędziów. (Nad?)użycie art. 180 ust. 5 Konstytucji RP (redaktor, współautor), 2021
- The Assessment of Judicial Independence Following the CJEU Ruling in C-216/18 LM (współautor), 2021
- Division of Competences in the Field of Foreign Relations in the Polish Constitutional System, 2021